# Тэндзику Токубэй

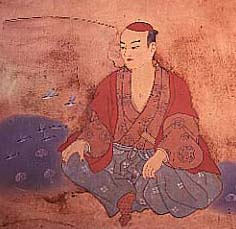
Тэндзику Токубэй на рисунке XVII века.

Тэндзику Токубэй (яп. 天竺 徳兵衛 Тэндзику Токубэ:, 1612, Такасаго, Харима, Япония — ок. 1692, там же) — японский искатель приключений, писатель и путешественник в Индию.

## Имя
Тэндзику по-японски означает «Индия» или в целом «далёкая заморская страна».

## Биография

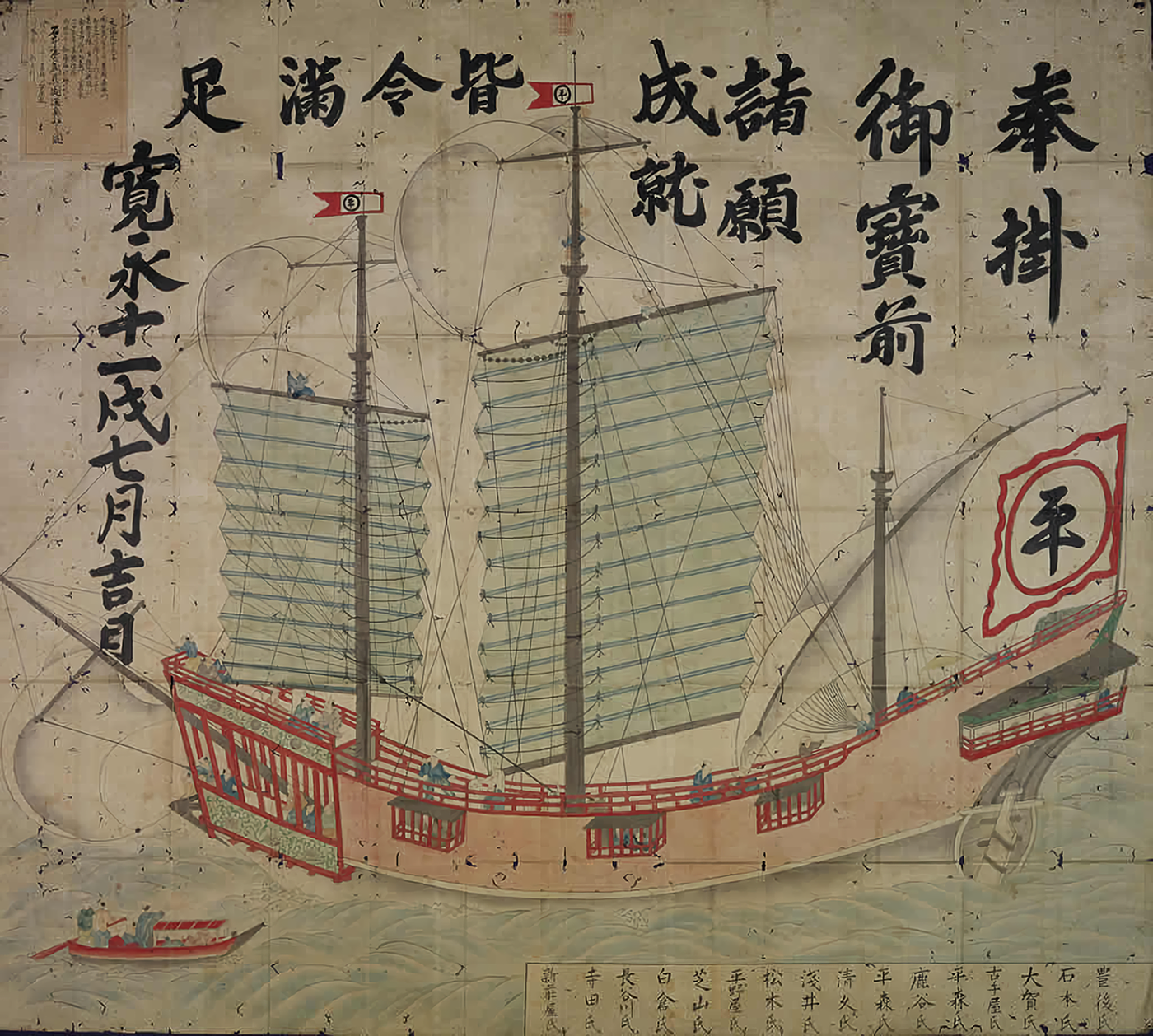
Корабль красной печати. Токийский морской научный музей.

Отец Тэндзику был торговцем солью. В 1626 году, в возрасте 15 лет, завербовался в торговую компанию, которая базировалась в Киото. Плавая на так называемых кораблях красной печати, уже на следующий год Тэндзику посетил Китай, Вьетнам и Сиам (сегодня Таиланд). Повторно он прибыл в Сиам на борту корабля голландца по имени Ян Йостен ван Лоденстейн. Затем он плавал в Индию — к устью Ганга и в область Магадха. Из своих путешествий Тэндзику Токубэй вернулся обеспеченным человеком, имея также и что рассказать людям.
После возвращения Тэндзику домой страна была закрыта от остального мира и его влияния политическим решением. Путешественник же написал о своих приключениях в разных странах книгу «Тэндзику Токай Моногатари» (яп. 天竺渡海物語, «Относительно морских путешествий в Индию»), которая стала очень популярной в Японии.
Скончался в возрасте 80 лет в своём доме в городе Такасаго.

## В культуре

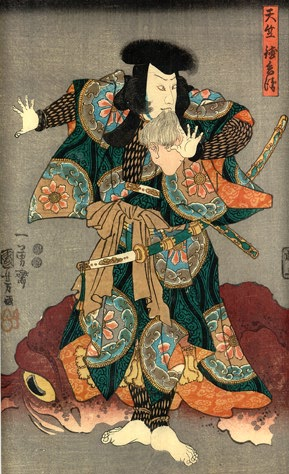
Тэндзику в театре Кабуки. Гравюра по дереву, XVIII век

Популярный персонаж театра Кабуки (вместе с женой), где его обычно изображают волшебником, и Дзёрури, также его часто изображали на деревянных гравюрах. В честь Тэндзику названа одна из сетей Кайтэн-дзуси.